# Cèl·lules Raji

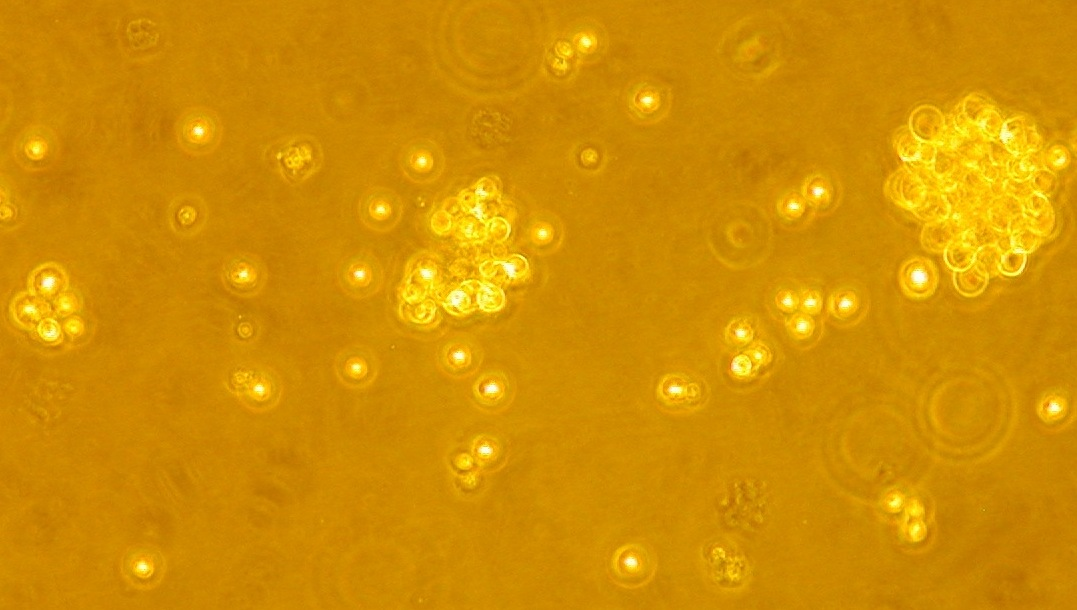
Cèl·lules Raji en cultiu cel·lular

Raji és la primera línia cel·lular humana contínua d'origen hematopoètic. La línia cel·lular Raji s'utilitza àmpliament per a transfecció.
Aquestes cèl·lules deriven dels limfòcits B d'un pacient masculí amb limfoma de Burkitt nigerià d'11 anys. Es van obtenir el 1963 per R.J.V. Pulvertaft i a continuació per B.O. Osunkoya (University College Hospital, Ibadan, Nigèria).
Les cèl·lules Raji es classifiquen com a limfoblasts. El medi de cultiu utilitzat per fer-les créixer és RPMI complementat amb sèrum. Entre les característiques de les cèl·lules Raji destacar la manca de diferenciació, il·lustrada per la formació de grans agregacions de centenars de cèl·lules individuals. Les cèl·lules són relativament petites de diàmetre (5-8 μm), tenen nuclis irregulars dentats i un citoplasma gairebé extens amb ribosomes lliures que tendeixen a agrupar-se. Creixen individualment, immòbils, flotants lliures (no adherents) o en doblets al vidre. Algunes cèl·lules són més allargades, amb forma de pera, multi-nucleades i més grans.
La línia cel·lular Raji produeix una soca poc usual del virus d'Epstein-Barr, que juntament transformen els limfòcits de sang de cordó i indueix antígens primerencs a les cèl·lules. S'han produït translocacions entre els cromosomes 8 i 22 en les tres variants existents de la línia cel·lular Raji, tot i que algunes cèl·lules sintetitzen immunoglobulina M amb cadenes lleugeres de tipus kappa, en contrast amb la concordança habitual entre la translocació lligada al cromosoma 22 i la síntesi de la cadena lambda. Tant els gens kappa com un gen lambda es reorganitzen. Aquest descobriment indica que la translocació es pot produir com un esdeveniment independent de la reordenació del gen de la immunoglobulina o que la seqüència jeràrquica proposada de reordenacions del gen de la immunoglobulina no sempre van del bracet. Aquestes dades impliquen també que en les cèl·lules que contenen una translocació entre el braç llarg del cromosoma 8 i un cromosoma que porta un gen d'immunoglobulina, es pot produir una alteració de l'expressió de myc cel·lular independentment del gen de la immunoglobulina que s'expressa. Les cèl·lules creixen en suspensió, són diploides i presenten morfologia limfoblastoide.